# Rigoletto
Rigoletto – opera w trzech aktach. Libretto napisał Francesco Maria Piave na podstawie dramatu Król się bawi autorstwa Victora Hugo. Muzykę do niej skomponował Giuseppe Verdi. Początkowo opera miała być zatytułowana „Klątwa”, dopiero potem Verdi zmienił tytuł na „Rigoletto”. Prapremiera odbyła się w weneckim Gran Teatro La Fenice w 1851 roku.

## Osoby
- Rigoletto, książęcy błazen – baryton
- książę Mantui – tenor
- Gilda, córka Rigoletta – sopran
- Sparafucile, morderca – bas
- Maddalena, siostra Sparafucila – alt
- Giovanna, służka Rigoletta – mezzosopran
- hrabia Ceprano – bas
- hrabina Ceprano – sopran
- hrabia Monterone – bas
- Marullo, dworzanin – baryton
- Borsa, dworzanin – tenor
- paź – mezzosopran

## Historia utworu
Opera powstała na zamówienie dyrekcji Teatro la Fenice w Wenecji. Libretto zostało opracowane na podstawie dramatu Victora Hugo pt. Król się bawi. Prapremiera odbyła się w Wenecji 11 marca 1851 r. Premiera polska miała miejsce w Warszawie w roku 1853.

## Treść

### Akt I
Scena 1. W pałacu księcia Mantui odbywa się bal. W rozmowie księcia z dworzanami oraz śpiewanej przezeń pełnej temperamentu balladzie (Questa o quella) rysuje się charakter tego pozbawionego skrupułów młodzieńca, żądnego jedynie rozkoszy i uciech życia. Niedawno książę uwiódł córkę hrabiego Monterone, a teraz wpadła mu w oko piękna hrabina Ceprano. Błazen książęcy, znienawidzony przez wszystkich pokraczny garbus Rigoletto, wyśmiewa publicznie hrabiego Ceprano i doradza księciu, aby dla uniknięcia kłopotów kazał go po prostu uwięzić i zabić. Hrabia pragnie się zemścić i w tym celu proponuje dworzanom, aby porwać dla księcia młodą i piękną dziewczynę mieszkającą w ustronnym domku, do którego co wieczór potajemnie podąża Rigoletto. Ceprano sądzi, iż dziewczyna jest kochanką błazna. Atmosferę balu mąci groźny głos starego hrabiego Monterone, który w majestatycznej postawie staje przed księciem, żądając odeń satysfakcji za uwiedzenie córki. Rigoletto wydrwiwa również jego, czym oburzony starzec rzuca na błazna i jego pana straszliwe przekleństwo. Książę każe uwięzić zuchwalca, lecz słowa hrabiego wstrząsnęły nieczułym dotąd sercem Rigoletta, budząc w nim lęk i przeczucie bliskiego nieszczęścia.
Scena 2. Późnym wieczorem Rigoletto wraca do swego domu. Wciąż dźwięczą mu w uszach straszne słowa przekleństwa. Najemny morderca Sparafucile pragnie ofiarować mu swe usługi, Rigoletto jednak odrzuca propozycję. Czyż jego język – ostry język błazna – nie jest równie dobrą bronią jak żelazo zbója? Lecz po chwili w duszy jego znów budzi się uczucie grozy i lęku (monolog Pari siamo). Źródłem trosk i niepokojów błazna jest ukochana córka Gilda, którą kryje przed ludźmi, strzegąc jak skarbu i nie pozwalając ani na chwilę oddalić się od domu, chyba tylko w niedzielę do kościoła. Nie wie, że te niedzielne wędrówki wystarczyły, by dziewczę pokochało nieznanego młodzieńca.
Rigoletto, słysząc jakieś kroki za murem, wybiega zaniepokojony na ulicę. Tymczasem, przez uchyloną furtkę wślizguje się ukradkiem... książę w stroju mieszczańskim. To on właśnie wzbudził miłość w sercu Gildy, a teraz dowiaduje się ze zdumieniem, że jest ona córką błazna. Po odejściu Rigoletta książę przedstawia się Gildzie jako ubogi student i wyznaje jej miłość. Gładkie słowa łatwo znajdują drogę do serca zakochanej dziewczyny. Gilda żegna się z ukochanym i pełna wzruszenia pieści się dźwiękiem jego imienia (aria Caro nome). Lecz oto na ulicy pojawiają się jakieś cienie. To dworzanie księcia przybyli wykonać swój plan. Pomaga im sam Rigoletto, przekonany, że idzie o hrabinę Ceprano, której pałac znajduje się naprzeciwko jego domu. Pozwala więc zakryć sobie twarz maską i sam trzyma drabiny. Dopiero gdy z oddali dobiega go rozpaczliwy krzyk porwanej Gildy, spostrzega, że padł ofiarą podstępu.

### Akt II
Książę nie wie jeszcze o niespodziance, jaką mu zgotowali dworzanie. Przekonawszy się o zniknięciu Gildy, zastanawia się, kto ośmielił się ją porwać i pragnie ukarać zuchwalca; ogarnia go żal na myśl o smutnym losie dziewczęcia (aria Parmi veder le lagrime). Jednak szlachetne uczucia na krótko zagościły w sercu księcia. Gdy dworzanie z humorem opisują mu scenę porwania i donoszą, iż rzekoma kochanka Rigoletta znajduje się w pałacu, ogarnięty namiętnością książę spieszy do swej ofiary. Tymczasem przybywa do pałacu Rigoletto. Śpiewa błahą piosenkę (La ra, la ra) i pod maską błazeńskiego dowcipu ukrywa swą troskę, ale szuka wszędzie śladów obecności Gildy. Dworzanie jednak nie dopuszczają go do pokojów książęcych. Błazen tak długo szydził z nich, więc teraz mogą nareszcie do woli naigrawać się z jego rozpaczy i poniżenia. Wiadomość, że Gilda nie jest kochanką Rigoletta, lecz jego córką, na chwilę tylko wstrząsa ich sumieniami. Daremnie nieszczęsny ojciec usiłuje groźbami, to znów pokornym błaganiem poruszyć ich serca (aria Cortigiani!).
Wtem otwierają się drzwi książęcej komnaty i wybiega z nich Gilda. Groźna postawa Rigoletta każe dworzanom opuścić salę, zaś dziewczę tuląc się do kolan ojca opowiada mu historię swej miłości oraz scenę porwania (aria Tutte le feste al tempio). Wstyd nie pozwala jej dokończyć opowieści, lecz Rigoletto rozumie już wszystko i w sercu jego wzbiera wściekły gniew. W tym momencie przechodzi przez salę prowadzony do więzienia stary hrabia Monterone, który ubolewa, iż daremnie rzucał przekleństwo, bowiem nikt nie pomści jego hańby. Słysząc to Rigoletto, w uniesieniu obiecuje okrutnie zemścić się za niego i za siebie, intonuje pełną pasji, żywiołową pieśń zemsty. Gilda, w której sercu nie wygasła jeszcze miłość do księcia, prosi ojca by porzucił swój zamiar, lecz Rigoletto jest nieubłagany; uwodziciel jego córki musi zginąć (duet Si, vendetta).

### Akt III
W domu Sparafucila przebrany książę zaleca się do siostry bandyty, pięknej Maddaleny. Racząc się winem, śpiewa słynną pieśń o zmienności serc kobiecych (La donna è mobile) i nie przeczuwa, że grozi mu śmierć, Rigoletto bowiem zapłacił Sparafucilowi 20 skudów w zamian za zgładzenie zalotnika Maddaleny. Teraz przyprowadził tu Rigoletto również i Gildę, chcąc by zrozumiała, że książę nie jest wart miłości. Głosy obu par: księcia i Maddaleny oraz Rigoletta i Gildy łączą się w mistrzowskim kwartecie (Bella figlia dell'amore). Rigoletto oddala się, nakazując Gildzie, by w męskim przebraniu podążyła spiesznie do Werony. Tymczasem upojony winem i pieszczotami książę kładzie się spać w pokoiku na piętrze.
Na dworze wybucha burza. Tę chwilę uważa Sparafucile za odpowiednią dla dokonania zabójstwa. Maddalena jednak, której spodobał się przystojny młodzieniec, prosi brata by darował mu życie. Sparafucile chce wypełnić sumiennie to, za co mu zapłacono, ale po pewnym wahaniu wyraża zgodę, pod warunkiem, że znajdzie się kogoś, kogo by mógł zabić zamiast księcia. Słysząc to, Gilda postanawia poświęcić się za ukochanego: udając podróżnego, puka do drzwi i wchodzi do wnętrza. Pojawia się Rigoletto i otrzymuje od Sparafucila worek z ciałem zamordowanej ofiary. W jego sercu wzbiera dzikie uczucie triumfu. Lecz oto dobiega go wesoły śpiew księcia. Przerażony Rigoletto rozpruwa worek i w bladym świetle księżyca poznaje... twarz Gildy. Konając, wyznaje ona ojcu, co uczyniła i dlaczego. Ból Rigoletta nie jest w stanie zatrzymać jej gasnącego życia (duet Lassu in cielo). "Spełniło się przekleństwo!" – krzyczy zrozpaczony Rigoletto i pada bez zmysłów na ziemię obok martwego ciała córki.

## Sławne arie i melodie
- Questa o quella – aria księcia Mantui z aktu I
- Oh ! Mio padre – duet Gildy i Rigoletta z II aktu
- Caro nome – aria Gildy z aktu II
- Cortigiani, vil razza dannata – aria Rigoletta z II aktu
- Si, vendetta – duet Rigoletta i Gildy kończący akt II
- La donna è mobile – aria księcia Mantui z aktu III
- Bella figlia dell'amore – kwartet z III aktu
- Gilda! mia Gilda! - aria Rigoletta kończąca operę